# Ptičij
Ptičij (in russo Птичий; in italiano "aviaria") è un'isola della Russia nel mare di Ochotsk che fa parte dell'arcipelago delle isole Šantar. Amministrativamente appartiene al Tuguro-Čumikanskij rajon del kraj di Chabarovsk, nel Circondario federale dell'Estremo Oriente.
L'isola è situata tra la terraferma e Bol'šoj Šantar, si trova a 12 km dalla costa, a est di capo Bol'šoj Dugandža (Большой Дуганджа). Ptičij misura circa 2,5 km di lunghezza per 1,5 m di larghezza.
Assieme ad altre isole dell'arcipelago è inclusa nella Riserva naturale statale «isole Šantar» (Национа́льный парк «Шанта́рские острова́»). L'isola ha grandi colonie di uria dagli occhiali; vi nidifica anche l'uria di Brünnich.